# 北川淳一
北川 淳一（きたがわ じゅんいち、1952年 - ）は、日本の実業家、株式会社松竹京都撮影所代表取締役会長。

## 来歴・人物
大阪府出身。関西大学商学部商業貿易学科卒業。
プロデューサーとして「武士の一分」を始め、「ゲゲゲの鬼太郎」「象の背中」「犬と私の10の約束」「おくりびと」など数多くの作品を担当した
。